# 圣斯特凡诺-德尔索莱
圣斯特凡诺-德尔索莱（義大利語：Santo Stefano del Sole）是意大利阿韦利诺省的一个市镇。总面积10平方公里，人口2205人，人口密度220.5人/平方公里（2009年）。ISTAT代码为064095。